# Gare de Chef-du-Pont - Sainte-Mère
La gare de Chef-du-Pont - Sainte-Mère est une gare ferroviaire française (fermée) de la ligne de Mantes-la-Jolie à Cherbourg, située sur le territoire de la commune de Chef-du-Pont, à proximité de Sainte-Mère-Église, dans le département de la Manche en région Normandie.
Elle est mise en service en 1858 par la Compagnie des chemins de fer de l'Ouest (Ouest). C'était, avant sa fermeture en 2012, une halte voyageurs de la Société nationale des chemins de fer français (SNCF) qui était desservie par des trains TER Basse-Normandie. Depuis la gare est fermée au service ferroviaire, les voyageurs doivent utiliser le service de Transport à la demande (TAD) qui les dépose à la gare, ouverte, la plus proche.

## Situation ferroviaire
Établie à 8 mètres d'altitude, la gare de Chef-du-Pont - Sainte-Mère est située au point kilométrique (PK) 325,283 de la ligne de Mantes-la-Jolie à Cherbourg, entre les gares ouvertes de Carentan et de Valognes (s'intercale les gares fermées de Fresville et Montebourg.

## Histoire
La « station de Chef-du-Pont » est mise en service le 17 juillet 1858 par la Compagnie des chemins de fer de l'Ouest (Ouest), lorsqu'elle ouvre à l'exploitation la section de Caen à Cherbourg de sa ligne de Paris à Cherbourg. 
Le bilan du trafic de l'année 1878 représente : 20 958 voyageurs, 96 chiens, 2 825 animaux divers, 76,6 tonnes de bagages et 401,5 tonnes de marchandises petite et grande vitesse, cela représente une recette de 33 801 francs.

## Service des voyageurs
Le bâtiment voyageurs est démoli entre 1984 et 1990 puis la desserte voyageurs devient squelettique dans les années 2000. La gare ferme définitivement lors de la mise en place du cadencement du réseau ferroviaire Bas-Normands fin 2008. Néanmoins elle dispose d'un service TER Basse-Normandie de transport à la demande (TAD) qui permet de rejoindre la gare, en service, la plus proche.